# أكشايا باترا

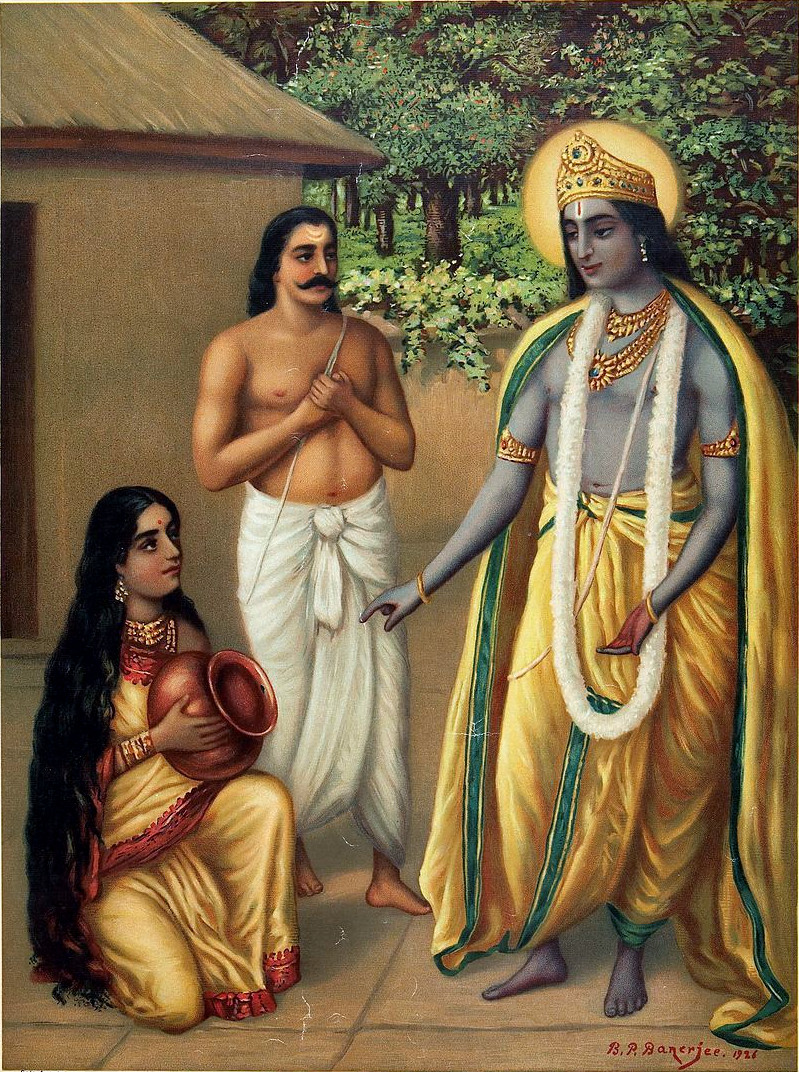
يقدم كريشنا لدروبادي الوعاء الإلهي

أكشايا باترا (بالسنسكريتية: अक्षयपात्र)‏ هو وعاء نحاسي أسطوري وسحري عجيب ظهر في الملحمة الهندوسية ماهابهاراتا. إنه وعاء إلهي وهبه الإله سوريا للملك يودهيشثيرا، ليضمن له إمدادًا لا ينقطع من الطعام للباندفيين كل يوم.

## الأسطورة
عندما كان الباندفيون في المنفى في الغابة، زارتهم العديد من الشخصيات البارزة والحكماء والملوك والوزراء الذين شعروا بالرعب من تطور الأحداث. لقد جاؤوا لمناقشة الأمور معهم وإظهار دعمهم لهم. وهنا، لقيت دروبادي صعوبة بالغة في تقديم الضيافة المعتادة لهؤلاء الضيوف العديدين لأن الباندافيين كانوا معدمين في المنفى ويعيشون في الغابة حيث لم يكن هناك شيء متاح. لذلك، صلى الملك يودهيشثيرا إلى الإله سوريا، فباركه بأن وهبه أكشايا باترا، الوعاء الذي لا ينقطع مدده.

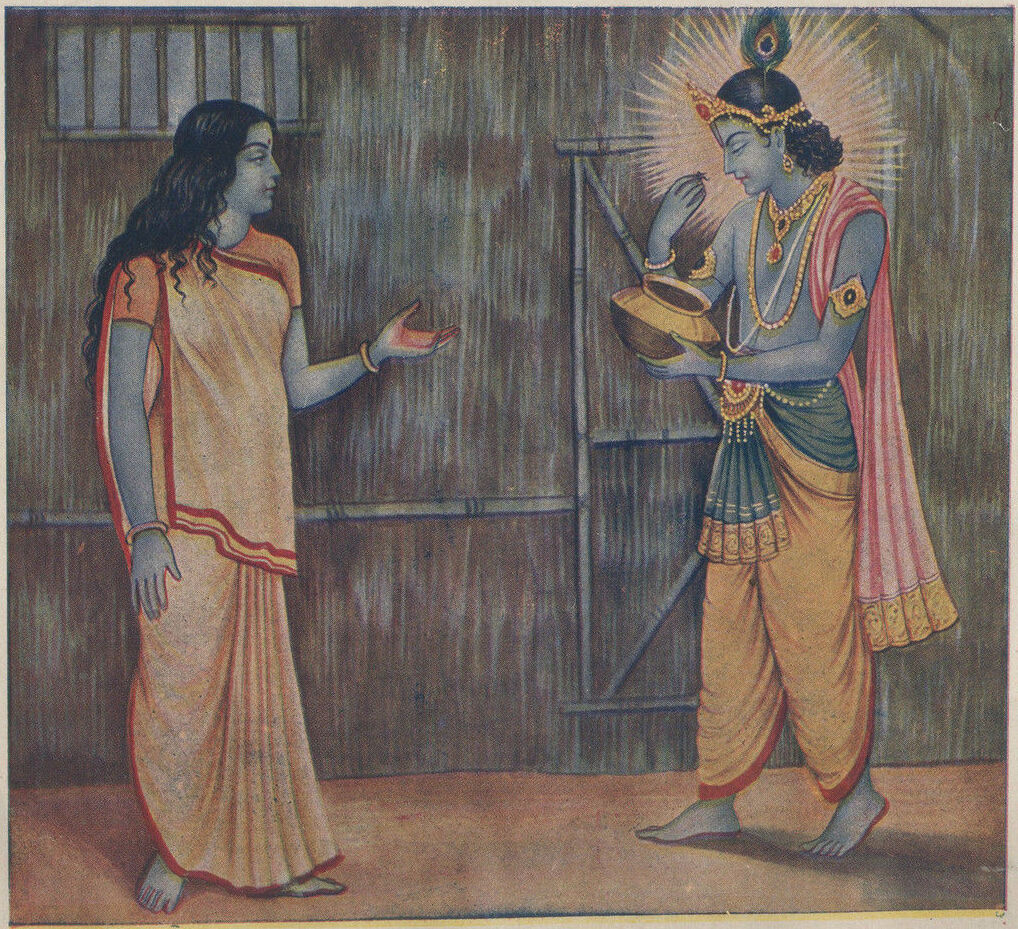
كريشنا يأكل من أكشايا باترا أمام دروبادي - طباعة هندية 1948